# Diplazium palmense
Diplazium palmense là một loài thực vật có mạch trong họ Woodsiaceae. Loài này được Rosenst. miêu tả khoa học đầu tiên năm 1912.